# Редін Павло Федорович
Павло Федорович Редін (17 грудня 1917, Олександрівськ — 13 березня 1992) — український живописець; член Спілки радянських художників України.

## Біографія
Народився 17 грудня 1917 року в місті Олександрівську (нині Запоріжжя, Україна). 1933 року очолив архітектурний відділ Запоріжжя, одночасно став навчатися на робітничому факультеті при Запорізькому педагогічному інституті. Наступного року успішно склав іспити до Харківської художньої школи підвищеного типу, а пізніше вступив до Харківського художнього училища, яке закінчив 1941 року. Навчався у Михайла Дерегуса, Сергія Бесєдіна. Його дипломна робота — картина «Щасливе дитинство» (пізніше увійшла, як ілюстрація до підручників з російської літератури початкових класів), визнана найкращою дипломною роботою серед випускників 1941 року.
Після німецько-радянської війни працював при новоорганізованому музеї у відділі «Запорізька область у період окупації». 1946 року за його ініціативи та ініціативи художників Георгія Колосовського і Євгена Чуйкова створено Об'єднання художників при міському комітеті Запоріжжя. На базі Об'єднання 1948 року організовано Запорізьке обласне товариство художників, що пізніше стало Запорізьким обласним відділенням Спілки радянських художників України.
З 1956 року очолював Художню раду Запорізької організації Спілки радянських художників України, був членом республіканського правління Спілки радянських художників України, а з 1959 року — членом Спілки художників СРСР.
Мешкав у Запоріжжі в будинку на вулиці Перемоги, № 73, квартира № 51. Нагороджений медаллю «Ветеран праці». Помер 13 березня 1992 року. Похований у Запоріжжі на Першотравневому цвинтарі.

## Творчість
Працював у галузі станкового живопису. Серед робіт:
- «Дочка Людмила за уроками» (1940-ві);
- «Дорога на колгоспний тік» (1950);
- «Колгоспний клуб» (1950-ті);
- «Дружина художника Віра Петрівна» (1950-ті);
- «Запорізький дворик» (1950-ті);
- «Дніпровська ГЕС імені Володимира Ілліча Леніна» (1957);
- «На заводському подвір'ї» (завод «Запоріжсталь») (1960);
- «Домна Запоріжсталі» (1960);
- «Колега» (1961);
- «Пляжники» (1962);
- «З історії Батьківщини» (1965);
- «На шкільному вечорі» (1965);
- «Огляд художньої самодіяльності. Перед виступом» (1966);
- серія «Великий Устюг» (1968—1969);
- «Огляд художньої самодіяльності. Репетиція» (1970);
- «Натюрморт із квітами» (1988);
- «Березневий букет» (1992).

Брав участь у республіканських виставках з 1945 року.